# Neptun (telewizor)

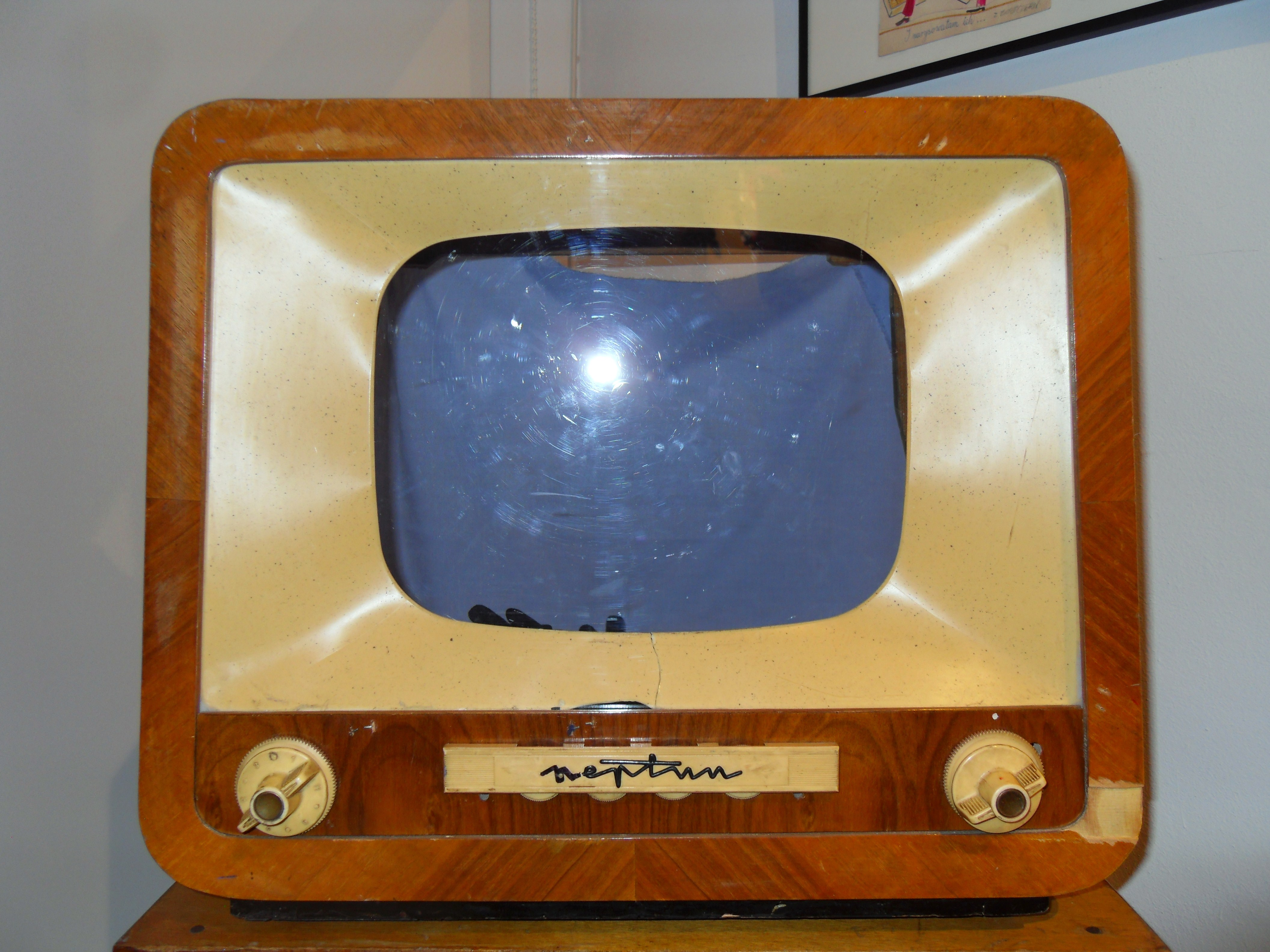
Obudowa czarno-białego telewizora Neptun

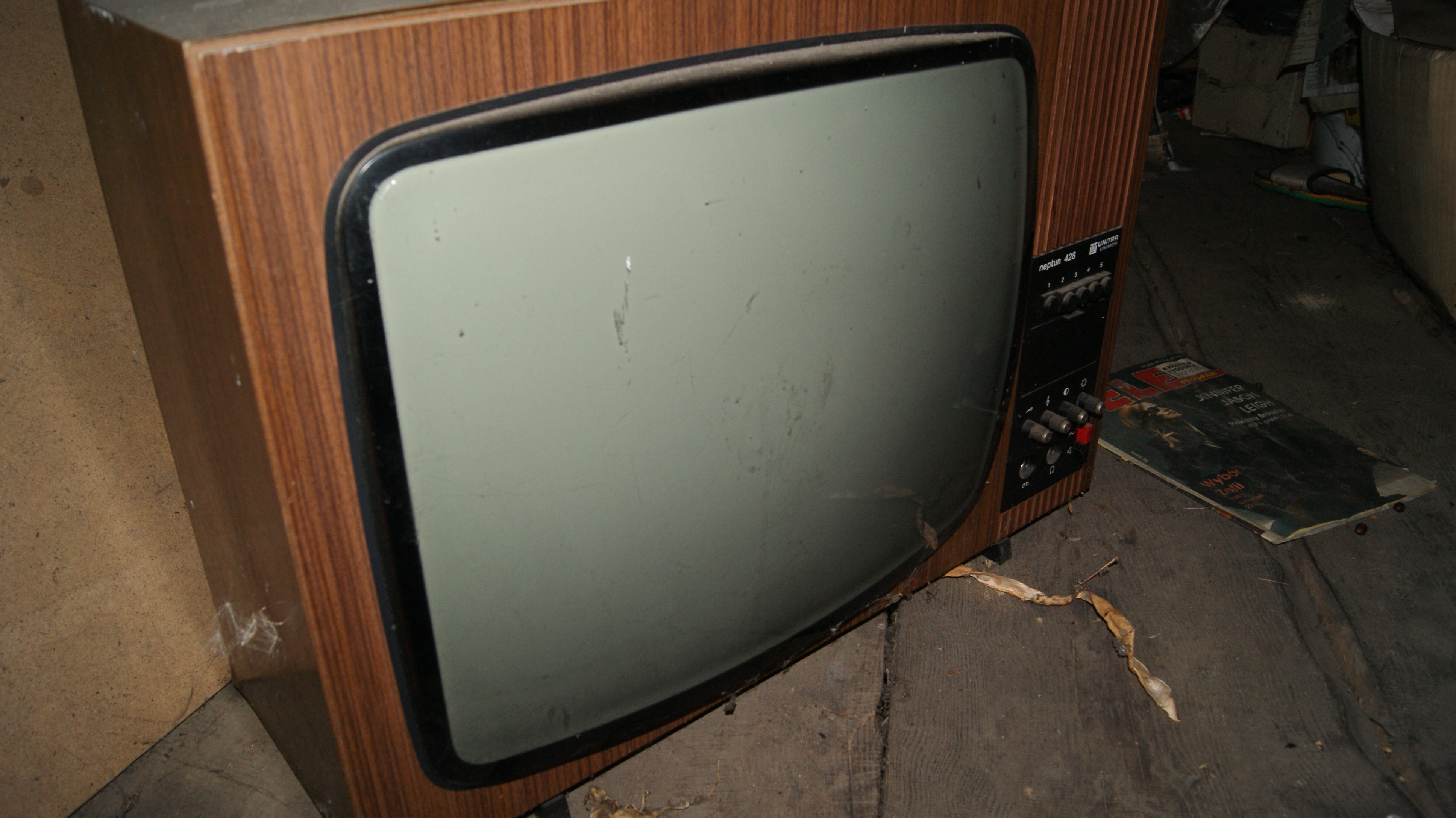
Nieużywany telewizor Neptun 428

Neptun – marka telewizorów produkowanych w gdańskich zakładach Unimor w XX wieku.

## Odbiorniki czarno-białe
- Neptun A, B, C, D, CB
- Neptun 150[1]
- Neptun 171A
- Neptun 212, 212A – odbiorniki z nieimplozyjnym 16″ kineskopem.
- Neptun 221
- Neptun 311 – odbiorniki z nieimplozyjnym 19″ kineskopem.
- Neptun 312
- Neptun 411
- Neptun 412
- Neptun 413
- Neptun 421
- Neptun 424 – odbiorniki z 20″ kineskopem.
- Neptun 426 - z  sensorowym przełącznikiem kanałów firmy Telefunken
- Neptun 427
- Neptun 429
- Neptun 471
- Neptun 611 – odbiorniki z 24″ kineskopem.
- Neptun 624
- Neptun 625
- Neptun 629 – odbiorniki z 24″ kineskopem.
- Neptun 654 – odbiorniki z 24″ kineskopem.
- Neptun 671

## Odbiorniki kolorowe

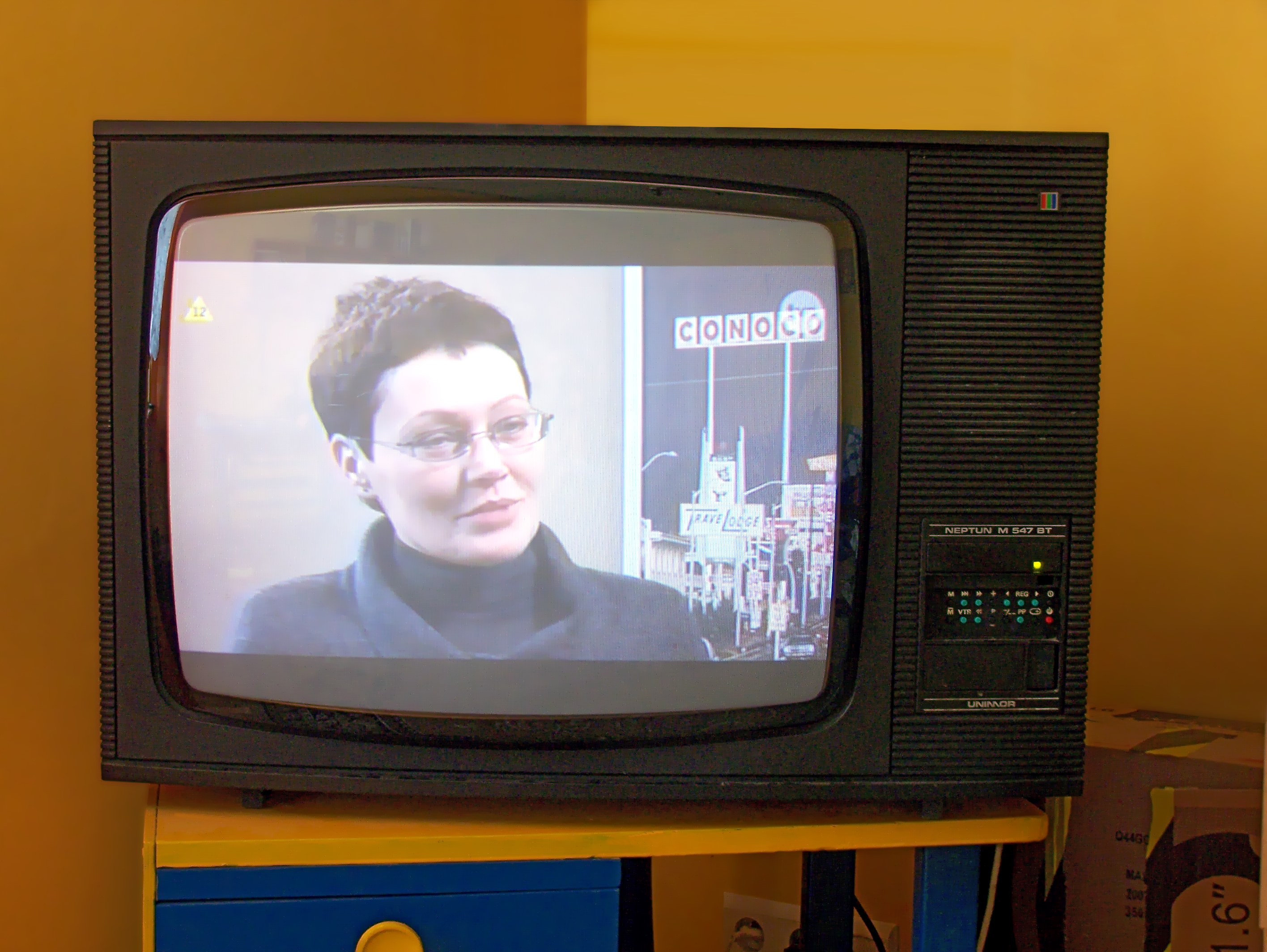
Neptun M547 BT

Produkowane w latach 70. i 80. XX w. Pierwszym modelem kolorowym był Neptun 501A. Zastosowanie skomplikowanego w serwisie tyrystorowego układu zasilania i odchylania poziomego (plus spora moc tracona w rezystorach cementowych typu RA) w połączeniu z nie najlepszą jakością elementów („oszczędnościowa produkcja” w okresie stanu wojennego, ograniczanie „wsadu dewizowego”, braki materiałowe), przysparzało spore problemy serwisantom. Nie był jednak długo produkowany, zastąpił go produkowany przez wiele lat 505. Zmieniono w nim praktycznie wszystkie podzespoły i podstawę montażową w stosunku do poprzednika. Zamiast awaryjnego, tyrystorowego układu odchylania poziomego, który występował także w odbiorniku Jowisz, zastosowano powszechny we wszystkich później produkowanych na świecie odbiornikach CRT układ z tranzystorem kluczującym. Zmiana była poważna, pociągnęła za sobą wymianę kineskopu, zespołu cewek odchylających, płyty głównej i większości modułów. Trzy pierwsze zmiany pozostały do końca produkcji. Wprowadzono izolowaną galwanicznie przetwornicę z transformatorem impulsowym oraz tranzystorem kluczującym zamiast tyrystorowej – również we współczesnych odbiornikach nie wprowadzono pod tym względem żadnych rewolucyjnych zmian. Pierwszy model 505 był przystosowany wyłącznie do odbioru TV kolorowej w systemie SECAM stosowanym w państwach bloku wschodniego i Francji. Jednak modułowa budowa podstawy montażowej umożliwiała wprowadzanie zmian konstrukcyjnych. Ta płyta główna pozostała bez większych zmian do końca produkcji tych odbiorników, również w odbiornikach wyposażonych w pilota, dekoder teletekstu i OSD na procesorze Philipsa; na płycie tej wprowadzono tylko kosmetyczne zmiany. Zaleta ta była okupiona dużym rozmiarem podstawy montażowej, a więc dużym rozmiarem odbiornika. Wspomniana modułowa budowa umożliwiała przestrojenie odbiornika na system PAL przez wymianę modułu dekodera koloru, kiedy Telewizja Polska przeszła na nadawanie w systemie PAL. Jednak w serwisach RTV zwykle montowano obok istniejącego modułu dekodera kolorów dodatkową płytkę dekodera PAL, podłączaną przewodami do układów odbiornika.
- Neptun D505 – pierwszy produkowany seryjnie model w pełni dwusystemowy – kolor PAL/SECAM i fonia 5,5/6,5 MHz. Razem z dwusystemowym modułem dekodera PAL/SECAM stosowano usprawnienie współpracy z magnetowidami polegające na zmianach w module synchronizacji (do tego celu była używana pozycja 4 programatora). Stosowane były popularne kineskopy PIL produkowane w zakładach Polkolor w Piasecznie. Telewizor ten był produkowany w kilku wersjach, były produkowane także moduły zdalnego sterowania, odbiorniki teletekstu, moduły monitorowe (wejście/wyjście audio-wideo). Stosowano głowicę UKF wykorzystującą tranzystory MOSFET, ponadto kilka małych firm przygotowało moduł pośredniej częstotliwości wykorzystujący filtr z falą bieżącą SAW (Surface Acoustic Wave, inaczej AFP-Akustyczna Fala Powierzchniowa, opracowany i wdrożony do produkcji także w latach 80. w Instytucie Technologii Elektronowej w Warszawie), stosowany zresztą we współczesnych odbiornikach do dziś. Po zastosowaniu takiego modułu jakość obrazu niejednokrotnie przewyższała produkty zachodnie z dolnej półki cenowej. W niektórych modelach zastosowano w okładzie obróbki sygnału luminancji żyratorową linię opóźniającą i układ poprawy ostrości zboczy sygnałów różnicowych koloru CTI. Telewizory te były trwałe i niezawodne, typowym uszkodzeniem były awarie tranzystora mocy w układzie odchylania poziomego, kondensatorów oraz częste przebicia powielacza wysokiego napięcia. Element ten był stosunkowo tani, gdyż był częścią niezależną od transformatora wysokiego napięcia, czego nie można było niestety powiedzieć o kosztach jego wymiany. Często powodowało to, że bardzo prosta naprawa, zajmująca kilka minut doświadczonej osobie, była ekonomicznie nieopłacalna w dobie tanich zachodnich odbiorników. Uszkodzenie wspomnianego powielacza było czasem przyczyną kolejnych uszkodzeń. Jednak wiele z Neptunów sprawnie pracuje do dziś.
- Neptun M745 – odbiorniki z 24″ kineskopem.

## Monitory
- monitor Neptun 156 produkowany na podzespołach telewizora Neptun 150.